# Mjösjötjärnen (Degerfors socken, Västerbotten)
Mjösjötjärnen är en sjö i Vindelns kommun i Västerbotten och ingår i Umeälvens huvudavrinningsområde.